# Библиотека Столетия Анны
Библиотека Столетия Анны (англ. Anna Centenary Library) — государственная библиотека правительства штата Тамилнад. Находится в Ченнаи, в районе Коттурпурам. Является крупнейшей библиотекой Южной Азии. Библиотека получила название в честь главного министра штата Анны Дурая, столетие которого отмечалось в 2009 году. Новую библиотеку открыл М. Карунанидхи, действующий главный министр Тамилнада. Среднемесячное количество посетителей библиотеки в период с января по октябрь 2011 года составило около 26 500 человек.

## Инфраструктура
Территория комплекса составляет более 32000 м². Здание имеет 9 этажей и общую площадь помещений 31000 м², рассчитанную на хранение 1,2 млн книг. В библиотеке планируется внедрить комплексную библиотечную систему, которая включает автоматизированную выдачу и возврат книг, работу со смарт-картами, контроль доступа, радиочастотную идентификацию (RFID) и терминалы самообслуживания. Библиотека способна одновременно принять до 1250 человек. Комплекс также располагает лекционным залом на 1280 человек, амфитеатром на террасе, где могут разместиться более 800 человек, и двумя конференц-залами вместимостью 151 и 30 человек соответственно. Специальная секция предназначена для детей: здесь на площади 1400 м² расположены читальные зоны с мультимедийными наборами и книгами. Для слабовидящих оборудован отдел с дисплеями азбуки Брайля и аудиокнигами. Парковочное пространство способно вместить 420 автомобилей и 1030 двухколесных транспортных средств. Для обеспечения электропитания на территории возведена отдельная подстанция мощностью 32 кВт. Безопасность обеспечивается камерами видеонаблюдения. Предусмотрен фуд-корт, способный одновременно обслужить 180 человек. Проект библиотеки разработан С. Н. Рагхавендраном.
На входе в здание установлена полутораметровая бронзовая статуя Анны Дурая. Штат библиотеки составляют 200 сотрудников. Коллекция насчитывает 550 000 книг. Ежедневно библиотеку посещает 2700 человек.
Здание спроектировано таким образом, чтобы читальный зал имел хорошее дневное освещение. Этому служит семиэтажный атриум. Служебные здания расположены у западного крыла, что позволяет укрыть их от избытка солнечных лучей.
В июле 2010 года здание библиотеки получило «золотой» рейтинг от Indian Green Building Council, став первым библиотечным зданием в Азии, достигшим такого высокого уровня экологичности и эффективности. Рейтинг библиотеки является наивысшим среди правительственных зданий Тамилнада.

## Критика
Через несколько месяцев после того как Джаярам Джаялалита из партии АИАДМК на выборах 2011 года была избрана главным министром штата Тамилнад, она объявила о решении преобразовать здание библиотеки в специализированный педиатрический центр. Для библиотеки выделялось место в Нунгамбаккаме.
Решение вызвало сильное возмущение со стороны педагогов, писателей и студентов. Появилось множество блогов и страниц в Facebook, требующих оставить здание библиотеке. Хотя никто не отрицал необходимость создания детского медицинского учреждения, действующую современную библиотеку, уже ставшую хранилищем знаний и популярной городской достопримечательностью предлагалось сохранить. Прежний главный министр Карунанидхи даже угрожал совершить акт самосожжения, чтобы предотвратить закрытие библиотеки. Точку в споре поставил Мадрасский верховный суд, отменивший сомнительное решение перенести Библиотеку Столетия Анны в Нунгамбаккам.

## Деятельность
После торжественного открытия библиотеки консульства, расположенные в городе, выразили заинтересованность в посещении библиотеки и передаче ей книг
В октябре 2010 года библиотеки разместили заказ на 35174 книги общей стоимостью в $1,275 млн в издательстве Cambridge University Press, что стало крупнейшей сделкой между издательством и академической библиотекой Индии. Счёт за требуемые книги также оказался самым длинным в истории издательства: он занял 2794 страницы.
В одном из крупнейших в мире издательств Springer был размещён заказ на книги общей стоимостью 1 млн евро. В 2011 году библиотеку посетила Хиллари Клинтон, госсекретарь США.

## Отделы

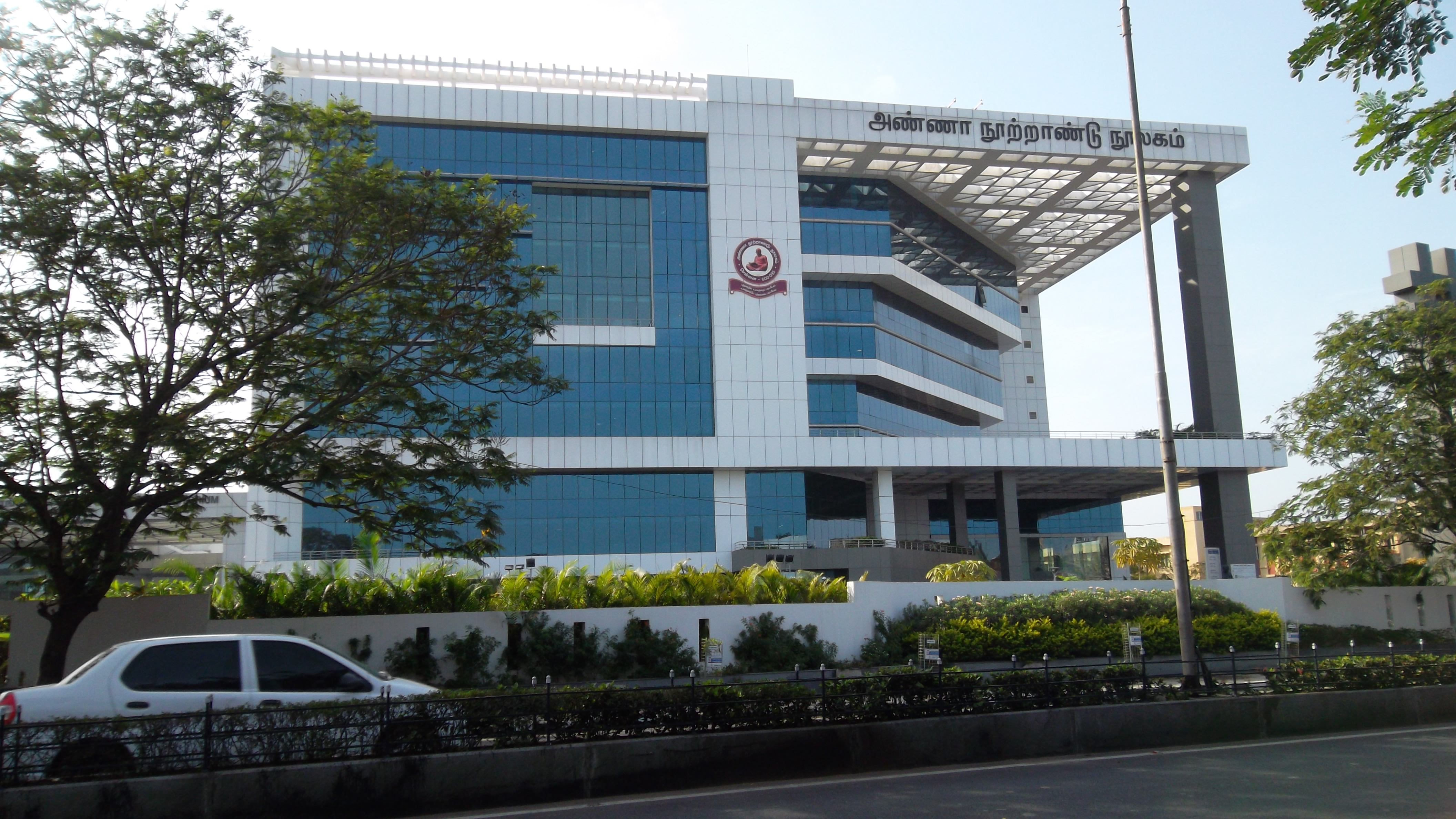
Внешний вид библиотеки

- Отдел текстов Брайля находится на цокольном этаже. Здесь имеется 1500 книг, напечатанных шрифтом Брайля, 145 электронных книг и 1080 аудиокниг.
- Читальный зал для собственных книг расположен на цокольном этаже. Посетители могут принести и читать здесь имеющиеся у них книги в прохладной и спокойной обстановке.
- Детская секция находится на первом этаже в крыле B. Она располагает 60 000 книг, которые охватывают все предметные области. Большинство книг на английском языке, также имеются книги на индийских и иностранных языках: тамильском, телугу, малаялам, каннада и хинди, немецком, французском, испанском и итальянском. Часть информации представлена на более чем 2000 мультимедийных компакт-дисках и DVD-дисках.
- Отдел периодических изданий находится в крыле A первого этажа. Здесь хранятся газеты и журналы: 37 ведущих ежедневных газет на разных языках, более 500 индийских и иностранных журналов по всем категориям. Есть специальная секция для женской аудитории.
- Отдел классической тамильской литературы занимает второй этаж библиотеки. В этом разделе хранятся почти все книги, изданные в штате, их число превышает 100 000.
- Отдел англоязычных книг насчитывает более 450 000 единиц хранения по всем предметным областях, опубликованных ведущими издательствами по всему миру. Английские книги занимают большую часть библиотечного пространства с третьего по седьмой этаж.
- На восьмом этаже располагается администрация библиотеки[12][13].